# كأس تونس 1967–68
كأس تونس لكرة القدم 1967-1968 هو الموسم رقم 13 منذ الاستقلال وال38 منذ إنشائه من كأس تونس لكرة القدم.

فاز بهذا الموسم النادي الإفريقي، وجاء ثانيا نادي سكك الحديد الصفاقسي.

## روابط خارجية
- الموقع الرسمي للجامعة التونسية لكرة القدم.